# Viện phát triển động cơ hàng không Branov
Viện phát triển động cơ hàng không mang tên P.I. Branov (tiếng Anh: P. I. Baranov Central Institute of Aviation Motor Development) (hay "Central Institute for Aviation Motor Development named after P. I. Baranov" hoặc đơn giản hơn là "Central Institute of Aviation Motors", CIAM, TsIAM, Tsentralniy Institut Aviatsionnogo Motorostroeniya, tiếng Nga: Центральный институт авиационного моторостроения) là trung tâm nghiên cứu duy nhất của Nga chuyên nghiên cứu phát triển động cơ hàng không tiên tiến, chứng nhận động cơ máy bay và các vấn đề liên quan đến động học chất khí có liên quan. Viện được thành lập từ năm 1930.
CIAM vận hành một cơ sở thử nghiệm động cơ lớn nhất khu vực châu Âu, chỉ kém hơn Arnold Engineering Development Center và Glenn Research Center. Viện có trụ sở đặt tại Lefortovo (đông nam Moscow) có địa chỉ số 2 phố Aviamotornaya, Moskva, Postcode 111116. CIAM cũng đồng thời vận hành trung tâm thử nghiệm khoa học tại Lytkarino, Moscow Oblast.

## Lịch sử
Viện được thành lập bởi các Viện sĩ Keldysh, Klimov và Chelomey. Từ khi thành lập năm 1930, CIAM đã thiết kế gần như tất cả động cơ hàng không của Nga và tuốc bin khí. Năm 1933 CIAM được đổi tên theo tên Petr Ionovich Baranov, người đứng đầu nền công nghiệp hàng không Liên Xô. Trước chiến tranh thế giới 2, tất cả các công việc liên quan đến thiết kế động cơ đã được chuyển giao cho các nhà máy chế tạo động cơ và các viện thiết kế liên quan. CIAM chỉ tập trung vào nghiên cứu lý thuyết và nghiên cứu thực nghiệm, đồng thời tiến hành hiện đạn hóa các mẫu động cơ trong giai đoạn sản xuất.
Sau chiến tranh, CIAM tham gia sản xuất động cơ phản lực cho máy bay, kế thừa động cơ phản lực thế hệ đầu tiên. Vào đầu những năm 1950, cơ sở thử nghiệm động cơ lớn nhất ở châu Âu được xây dựng ở Lytkarino. Vào những năm 1970, viện bắt đầu nghiên cứu động cơ phản lực sử dụng "phòng thí nghiệm bay" siêu vượt âm GLL Holod. Lần thử nghiệm thành công đầu tiên đạt được Mach 5,6 vào năm 1991, và tốc độ tối đa đạt được là Mach 5,7 vào tháng 11 năm 1992. Một thử nghiệm với mục tiêu đạt tốc độ Mach 6,3 đã thất bại vào tháng 3 năm 1995.
Sau khi Liên Xô sụp đổ, CIAM đã mất đi nhiều kỹ sư nhập cư từ các nước khác thuộc Liên Xô. Với việc Chính phủ ngừng hỗ trợ và thiếu chiến lược phát triển ngành hàng không trong nước, CIAM vẫn trụ vững với các hợp đồng với Trung Quốc, các tập đoàn của Pháp, ABB và bằng cách cung cấp các dịch vụ hậu cần. Tính đến năm 2011, tình hình đã ổn định trở lại; CIAM dẫn đầu các chương trình nghiên cứu động cơ hàng không của Nga, bao gồm cả việc phát triển động cơ PD-35 tiên tiến.